# 卫攻邢之战
卫攻邢之战，是指衛、邢兩國被狄人所滅而南遷重新立國後，彼此之間爆發的一系列戰爭，最終邢國被衛國吞併。

## 概述
卫国、邢国国都原在黄河以西，后相继被赤狄攻占。在齐桓公的帮助下，两国方迁至黄河以东重建都城。齐桓公在世时两国均附于齐国，共同抗狄。
齐桓公去世次年即前642年，赤狄曾助齐国内反对齐孝公的势力抗击宋国、卫国、曹国、邾国联军。同年冬，邢國（今山东聊城西南）與狄人聯手攻衛（今河南北部一带），圍攻卫国南部的菟圃（今河南长垣境），形勢危急至衛文公一度想退位。卫文公发兵南下，衛國出兵至菟圃西北的訾婁（今河南长垣西北）後，邢、狄才退兵。
前641年秋，衛文公為了報復去年的菟圃一役，發兵攻邢。
前640年秋，為了平息衛、邢二國之爭，齊國與狄人在邢都夷儀會盟。
前636年，衛文公二十四年，衛文公打算攻打邢國，於是派禮至之弟入仕邢國為臥底，得到邢國正卿國子的信任。
衛文公二十五年春，禮至兄弟與國子在巡視城中時，禮至兄弟忽然執國子的雙臂而使國子屈膝後，殺之。邢人騷亂，衛文公乘隙發兵攻邢國，前636年12月28日（魯僖公二十五年正月丙午），邢國被衛國吞併。